# Marquesat de Dávila
El marquesat de Dávila amb Grandesa d'Espanya, és un títol nobiliari espanyol concedit el 18 de juliol de 1949 a favor del general Fidel Dávila Arrondo. Té la grandesa d'Espanya des del 18 de juliol de 1951. El seu segon titular, Don Valentín Dávila y Jalón, fou cofundador de la Real Asociación de Hidalgos de España. L'actual titular és Ignacio Dávila y Casas.

## Armes
Escut partit: 1r, en camp d'azur, terrassat de sinople, amb fortificacions (casamates) i riu, superat de pomera, desarrelat, fruitat d'or, superat -al seu torn- de lleó rampant d'or, coronat, linguat, armat i lampassat de gules, sostenint la bandera espanyola escudada, i 2n, en camp de gules, tretze roells d'atzur. Bordura escaquejada d'or i gules. Cimera de braç amb bocamàniga de tinent general, enarborant espasa de plata i or, en la qual s'entrellaça cinta d'atzur, amb lletres d'or, que diuen, a un costat i a l'altre: Por Dios. Por España.

## Titulars
|                              | Titular                      | Període                      |
| Creació per Francisco Franco | Creació per Francisco Franco | Creació per Francisco Franco |
| ---------------------------- | ---------------------------- | ---------------------------- |
| I                            | Fidel Dávila Arrondo         | 1949 - 1962                  |
| II                           | Valentín Dávila y Jalón      | 1962 - 2012                  |
| III                          | Ignacio Dávila y Casas       | 2012-actual titular          |